# Первомайское сельское поселение (Мордовия)
Первомайское се́льское поселе́ние — муниципальное образование в Лямбирском районе Мордовии Российской Федерации.
Административный центр — село Первомайск.

## История
Образовано в 2005 году в границах сельсовета.
Законом от 24 апреля 2019 года, Дальнее сельское поселение и одноимённый ему сельсовет были упразднены, а входившие в их состав населённые пункты были включены в Первомайское сельское поселение и сельсовет.

## Население
| 2002 | 2010 | 2012 | 2013  | 2014  | 2015 | 2016 |
| ---- | ---- | ---- | ----- | ----- | ---- | ---- |
| 1017 | ↘924 | ↘911 | ↘902  | ↘887  | ↘846 | →846 |
| 2017 | 2018 | 2019 | 2020  | 2021  |      |      |
| ↘832 | ↘811 | ↘795 | ↗1176 | ↗1335 |      |      |

## Состав сельского поселения
| № | Населённый пункт                      | Тип населённого пункта | Население |
| - | ------------------------------------- | ---------------------- | --------- |
| 1 | Евлашево                              | село                   | ↘0        |
| 2 | Кадышево                              | деревня                | →14       |
| 3 | Кошкаровка                            | деревня                | ↘53       |
| 4 | Первомайск                            | село                   | ↘804      |
| 5 | Первомайское отделение Сельхозтехника | посёлок                | ↗53       |
| 6 | Дальний                               | посёлок                | ↘113      |
| 7 | Николаевка                            | деревня                | ↘336      |
| 8 | Языково                               | деревня                | ↘15       |